# 宙克西斯 (將軍)
宙克西斯 （希臘語: Zευξις），為一位塞琉古帝國安條克三世的將軍。
原先宙克西斯擔任塞琉西亞的守將，前221年帝國東部的米底亞總督莫倫叛變，帝國派遣將軍塞諾塔斯率均阻止莫倫渡過底格里斯河，而宙克西斯也前去會合。到了那裡，宙克西斯被命負責守衛營地，但塞諾塔斯的大軍遭到莫倫軍的伏擊而大敗，宙克西斯手上的兵力也無法對抗莫倫，在莫倫軍逼近之時他被迫撤離，讓莫倫在無阻礙下渡過底格里斯河。當年輕的安條克三世決定親征叛軍，宙克西斯力勸國王渡過底格里斯河與敵軍決戰，並在阿波羅尼亞戰役率領一部分的左翼部隊，接著宙克西斯參與塞琉西亞圍城戰。
他很有可能跟另一位同名的塞琉古小亞細亞統帥是同一人。在克里特戰爭期間，馬其頓腓力五世與帕加馬阿塔羅斯一世交戰，當時宙克西斯提供穀物給腓力五世的軍隊補給。之後，羅馬-塞琉古戰爭中的決定性的馬格尼西亞戰役發生時，宙克西斯也參與其中，並率領一支部隊。在安條克三世戰敗後，他是其中一位被派去與羅馬大西庇阿、西庇阿·亞細亞提庫斯協談和約的大使之一，接著他繼續前往羅馬城進行協商。

## 腳註
1. ↑   波利比烏斯, v. 45-60
2. ↑   波利比烏斯., xxi. 13
3. ↑   波利比烏斯., xvi. 1, 24
4. ↑   阿庇安, "The Syrian Wars", 33
5. ↑   波利比烏斯, xxi. 13, 14, xxii. 7; 李維, History of Rome, xxxvii. 41 的存檔，存档日期2003-03-09., 45 的存檔，存档日期2003-03-08.

## 來源
- 阿庇安, The foreign wars（页面存档备份，存于）, Horace White (譯者), 紐約, (1899)
- 波利比烏斯; Histories（页面存档备份，存于）, Evelyn S. Shuckburgh (譯者); 倫敦 - 紐約, (1889)
- 威廉·史密斯，《希腊羅馬的神话和傳記辭典》, "宙克西斯",  波士頓, (1867)